# Hagerups Forlag
Hagerups Forlag A/S var ett danskt bokförlag i Köpenhamn, grundat 1852 av Hans Hagerup (1823-1883).
Förlaget övertogs efter grundarens död av sonen Eiler H. Hagerup (1854-1928), under vars ledning företaget utvecklades betydligt. År 1920 gick man samman med J. L. Lybeckers förlag och ombildades samtidigt till aktiebolag. 1928 övertogs ledningen av Eilers son Paul H. Hagerup. Man utgav främst skol- och barnböcker samt skönlitterära och litteraturhistoriska verk.